# AV Formula
AV Formula – hiszpański zespół wyścigowy, założony w 2012 roku przez byłego hiszpańskiego kierowcę wyścigowego Adriána Vallésa. Obecnie ekipa startuje w Formule Renault 3.5, Europejskim Pucharze Formuły Renault 2.0, Alpejskiej Formule Renault 2.0 i Północnoeuropejskim Pucharze Formuły Renault 2.0.

## Historia
Zespół powstał w 2012 roku i w tym samym sezonie rozpoczął starty w Alpejskiej Formule Renault 2.0. Żaden z kierowców zespołu nie zdołał zdobyć punktów i ekipa została sklasyfikowana na 14 pozycji. W kolejnym sezonie AV Formula startowała w tej serii już tylko gościnnie. Ekipa zaangażowała się w sezonie 2013 w starty w Formule Renault 3.5, Europejskim Pucharze Formuły Renault 2.0 oraz Północnoeuropejskim Pucharze Formuły Renault 2.0 W Formule Renault 3.5 została sklasyfikowana na dziewiątej pozycji, a w Europejskim Pucharze Formuły Renault 2.0 nie była klasyfikowana.
W 2014 roku, bo skróceniu oficjalnej nazwy do AVF ekipa zatrudniła w Formule Renault 3.5 Beitske Visser oraz Zoëla Amberga. Szwajcar stanął na drugim stopniu podium podczas pierwszego wyścigu na torze Moscow Raceway. Uzbierane 66 punktów dało mu jedenaste miejsce w końcowej klasyfikacji kierowców. W klasyfikacji zespołów ekipa została sklasyfikowana na siódmej pozycji.

## Starty

### Formuła Renault 3.5
| Rok  | Bolid           | Kierowcy       | Wyścigi | Wygrane | PP | NO | Pkt | M.K. | M.Z. |
| ---- | --------------- | -------------- | ------- | ------- | -- | -- | --- | ---- | ---- |
| 2013 | Dallara-Renault | Arthur Pic     | 17      | 0       | 0  | 1  | 74  | 8    | 9    |
| 2013 | Dallara-Renault | Yann Cunha     | 17      | 0       | 0  | 0  | 0   | 27   | 9    |
| 2014 | Dallara-Renault | Beitske Visser | 17      | 0       | 0  | 0  | 11  | 21   | 7    |
| 2014 | Dallara-Renault | Zoël Amberg    | 17      | 0       | 0  | 1  | 66  | 11   | 7    |

### Europejski Puchar Formuły Renault 2.0
| Rok  | Bolid           | Kierowcy       | Wyścigi | Wygrane | PP | NO | Pkt | M.K. | M.Z. |
| ---- | --------------- | -------------- | ------- | ------- | -- | -- | --- | ---- | ---- |
| 2013 | Dallara-Renault | Victor Sendin  | 2       | 0       | 0  | 0  | 0   | NS†  | NS†  |
| 2013 | Dallara-Renault | Nick Cassidy   | 2       | 0       | 0  | 0  | 0   | NS†  | NS†  |
| 2014 | Tatuus-Renault  | Roy Geerts     | 2       | 0       | 0  | 0  | 0   | 26   | 11   |
| 2014 | Tatuus-Renault  | Josef Záruba   | 2       | 0       | 0  | 0  | 0   | 28   | 11   |
| 2014 | Tatuus-Renault  | Jules Gounon   | 2       | 0       | 0  | 0  | 0   | 30   | 11   |
| 2014 | Tatuus-Renault  | Iñigo Bikuña   | 2       | 0       | 0  | 0  | 0   | 29   | 11   |
| 2014 | Tatuus-Renault  | Louis Delétraz | 4       | 0       | 0  | 0  | 0   | NS†  | 11   |
| 2014 | Tatuus-Renault  | Matthew Graham | 4(6)    | 0       | 0  | 0  | 1   | 22   | 11   |

† - Zawodnik nie był liczony do klasyfikacji.